# Blijdorpse polder
De Blijdorpse polder, waarnaar de wijk Blijdorp en de Diergaarde Blijdorp zijn genoemd, ligt in het noorden van Rotterdam.
De huidige wijk Blijdorpse polder wordt begrensd door de Delfshavense Schie in het westen, het Schie-Schiekanaal in het noorden, de spoorlijn Rotterdam-Utrecht in het oosten en de spoorlijn Rotterdam-Schiedam in het zuiden.
De oorspronkelijke polder was veel groter en omvatte ook het gebied dat nu door de wijk Blijdorp wordt ingenomen en een gebied tussen Overschie en het Schie-Schiekanaal.

## De periode tot 1150
Het veelal veenachtige gebied was grotendeels onbewoond en deels nog buitendijks, waardoor regelmatig overstromingen plaatsvonden.
Aan het einde van deze periode was er sprake van de Blidorpse polder, wat vermoedelijk later verbasterd is naar Blydorpsche polder en weer later naar het hedendaagse Blijdorpse polder.

## De periode vanaf 1150 tot 1880

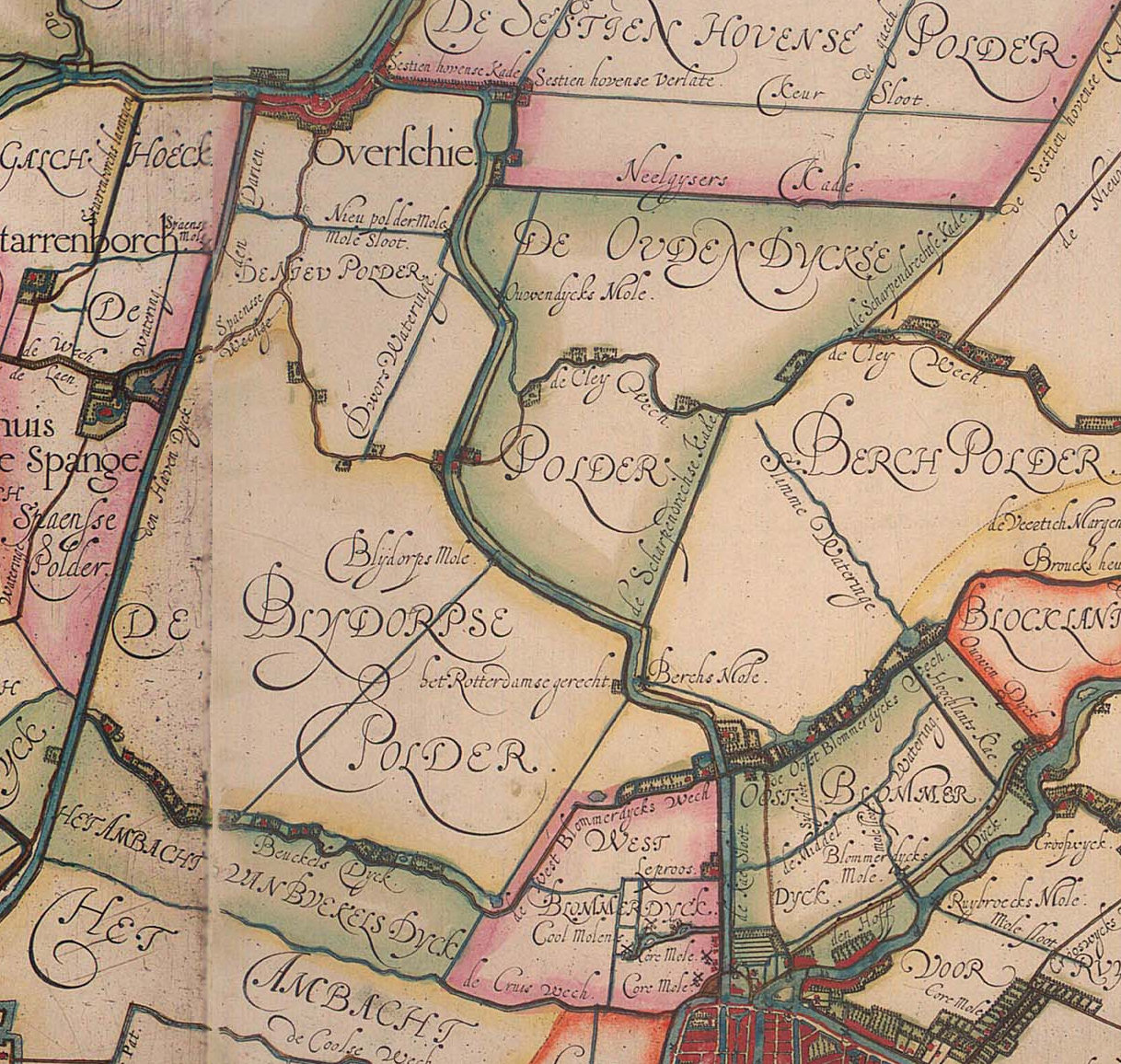
Kaart van de Blijdorpse polder uit 1611, door Floris Balthasar.

In deze periode hadden de steden Delft, Rotterdam en Schiedam onmin over de waterwegen (tolheffing) en werden de verschillende Schiekanalen gegraven tussen 1150 en 1389, waardoor tevens verdere polders in het gebied ontstonden.
Door het graven van de Rotterdamse Schie in 1344 ontstonden er twee polders : de Blijdorpse polder en de Bergpolder, toen bekend onder de namen Blydorpsche Polder en Bergsche Polder. De Rotterdamse Schie liep waar nu de Stadhoudersweg en de Schiekade lopen.
Het gebied maakte deel uit van de zelfstandige gemeente Overschie.
De enige verdere belangrijke bebouwing op de veenachtige grond was tot 1900 het 18e-eeuwse buiten Oud-Walenburg.

## De vuurmachine

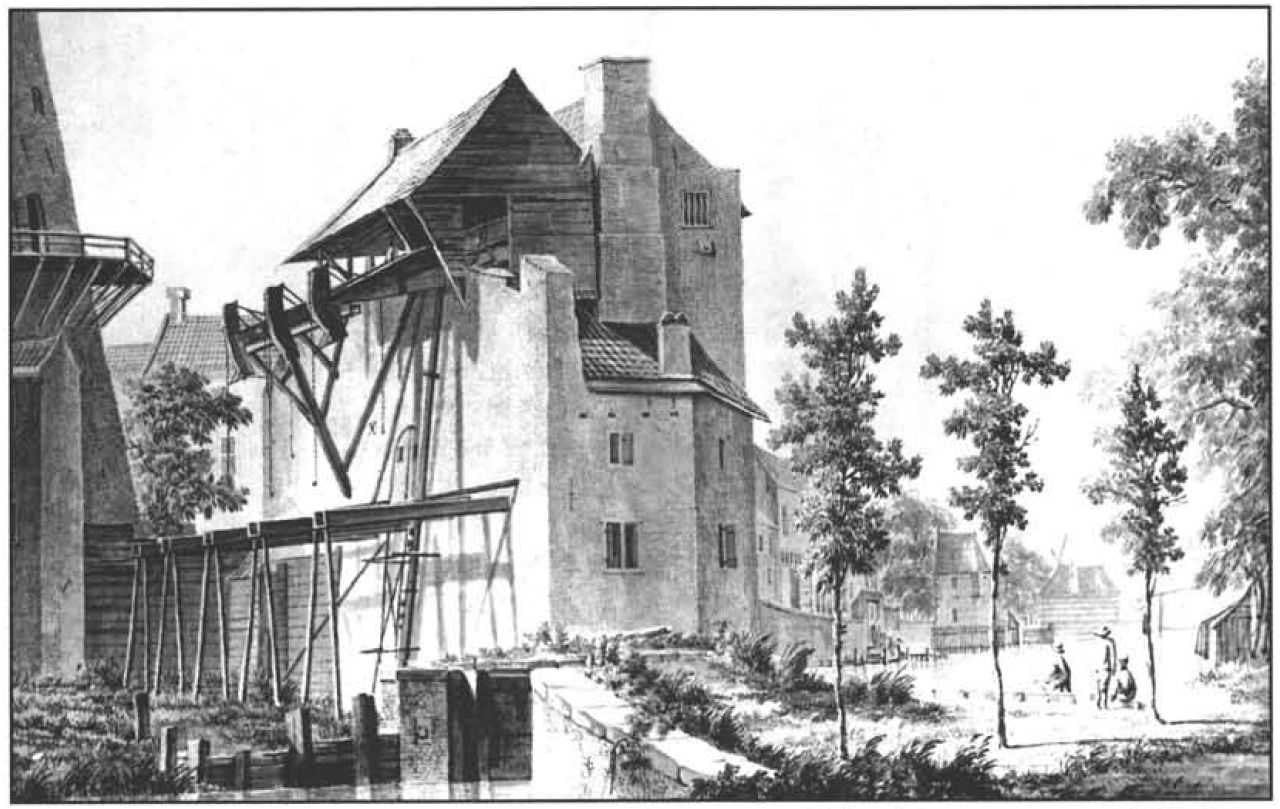
Gezicht op Rotterdamse vuurmachine, ca. 1780

Steven Hoogendijk, een Rotterdamse horlogemaker, had in 1775 een mislukte proef bij de Oostpoort van Rotterdam gedaan met een stoomgemaal.

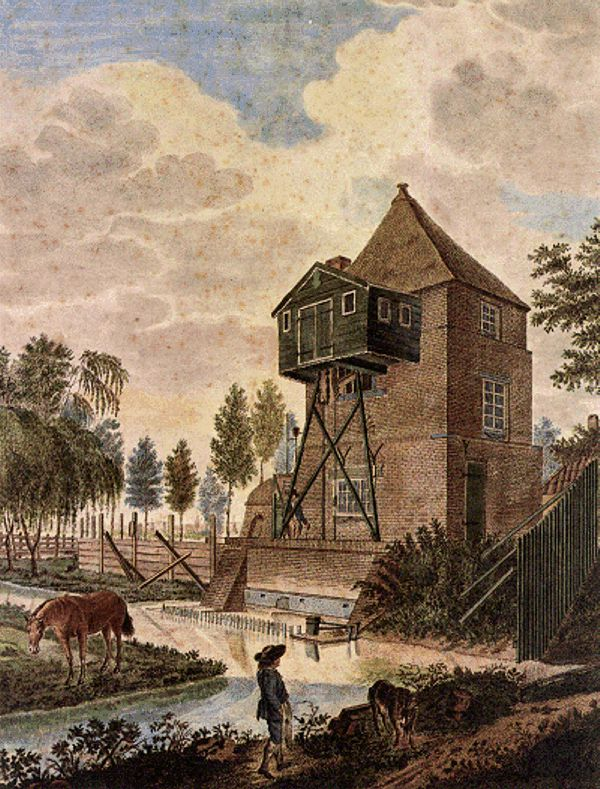
Het stoomgemaal van de polder Blijdorp door J.Z.S Prey

Steven zette echter door en kreeg toestemming van het polderbestuur om in de Blijdorpse polder een stoomgemaal van Boulton en Watt uit Engeland te bouwen en op 15 september 1787 werd deze na ruim een jaar bouwen in bedrijf genomen. Het debiet bedroeg 1750 kubieke voet per minuut. In de wijken Cool, Schoonderloo en Blommersdijk was in datzelfde jaar sprake van grote wateroverlast en door verbindingen te maken met dit stoomgemaal kon het water in 1½ maand weggepompt worden tot onder het zomerpeil. Toch vonden de ingelanden (boeren) van deze polders het gemaal te duur en namen het niet over. Het gemaal werd in 1791 weer ontmanteld.
Omdat Steven Hoogendijk tot de partij van de Patriotten (scheldnaam: Kezen) behoorde werd het gemaal door de Oranjegezinde boeren ook wel "Keezending" genoemd.
Uiteindelijk bleek het succes toch groot genoeg om in andere delen van het land stoombemaling op gang te brengen.
In oktober 2004 werden de restanten van de fundering verwijderd uit wat nu het Statenwegplantsoen is, om ruimte te maken voor de boortunnel ten behoeve van RandstadRail.

## De annexatie
Door de snelle groei van de Rotterdamse haven vanaf 1880 was er steeds meer behoefte aan woningen (en grondgebied) en in 1902 werd het gebied van Overschie ten oosten van de Ceintuurbaan door Rotterdam geannexeerd.
De 'Blijdorpse polder' was nog steeds grotendeels onbebouwd, er waren wel plannen maar ook geldgebrek, en pas rond 1930 werd de door stadsarchitect Witteveen geplande stadsuitbreiding met de wijk Blijdorp gerealiseerd. In dezelfde tijd werden er plannen gemaakt voor de verhuizing van de diergaarde naar de huidige locatie.

## De Nenijto

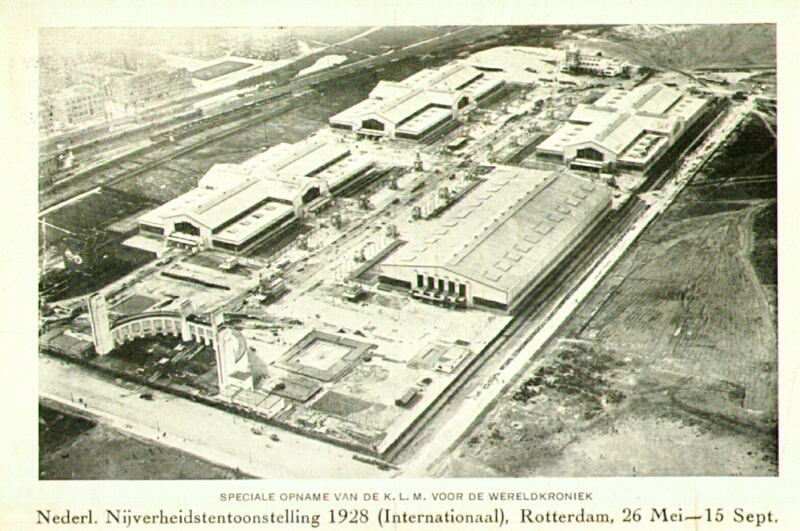
Luchtopname van terrein en gebouwen van de Nederlandsche Nijverheidstentoonstelling (Nenijto), 26 mei-15 sept. 1928

In 1928 werd aan de zuidkant van het gebied van de huidige wijk Blijdorp, tegen de spoorlijn aan, tegelijk met de Olympische Spelen in Amsterdam, van 26 mei tot en met 30 september, de "Nederlandsche Nijverheidstentoonstelling 1928 Internationaal", kortweg "Nenijto", georganiseerd. Op het tentoonstellingsterrein verrees in zeer korte tijd een groot aantal gebouwen voor de tentoonstelling, naar het ontwerp van ir C.B. van der Tak.
De gebouwen zijn inmiddels verdwenen, maar het gelijknamige sportcomplex resteert nog steeds.

## De periode vanaf 1930
Voor een beschrijving van het gebied na 1930 zie ook de wijk Blijdorp.
In 1941 werd de gemeente Overschie geannexeerd, waardoor de gehele Blijdorpse polder Rotterdams grondgebied werd. In het noorden van de Blijdorpse polder werd de bekende Rotterdamse houthandel Abraham van Stolk gevestigd, die na het dempen van een deel van de Rotterdamse Schie in 1940 hierheen was verhuisd. Nog steeds is dit bedrijf op deze plaats gevestigd, maar op een deel van het oorspronkelijke terrein is nu het bedrijventerrein 'Kleinpolderplein' aangelegd en is in 1960 de Fokhaven uitgegraven.
De naam 'Abraham van Stolk' leeft tevens voort in de gelijknamige weg.

## Heden
Het gedeelte van de Blijdorpse polder dat overbleef na de bouw van Blijdorp en de dierentuin wordt gebruikt voor volkstuinen, sportvelden, een kleinschalig bedrijventerrein en een gevangenis. In de jaren negentig werd hier ook de uitbreiding van de Diergaarde, met onder meer het Oceanium, gerealiseerd.
De buurt maakt deel uit van het stadsdeel Rotterdam-Noord.
Agniesebuurt ·
Bergpolder ·
Blijdorp · 
Blijdorpse polder ·
Liskwartier ·
Oude Noorden ·
Provenierswijk
Rotterdam Centrum ·
Rotterdam-Noord ·
Rotterdam-Oost ·
Rotterdam-West ·
Rotterdam-Zuid ·
110-Morgen ·
Afrikaanderwijk ·
Agniesebuurt ·
Bergpolder ·
Beverwaard ·
Blijdorp ·
Blijdorpse polder ·
Bloemhof ·
Boomgaardshoek ·
Bospolder-Tussendijken ·
CS-kwartier ·
Carnisserbuurt ·
Cool ·
Crooswijk ·
De Esch ·
De Veranda ·
Delfshaven ·
Delfshaven-Schiemond ·
Dijkzigt ·
Feijenoord ·
Gadering ·
Groenenhagen-Tuinenhoven ·
Groot-IJsselmonde ·
Heijplaat ·
Het Lage Land ·
Hillegersberg ·
Hillesluis ·
Homerusbuurt ·
Hordijkerveld ·
Kandelaar ·
Karl Marxbuurt ·
Katendrecht ·
Kiefhoek ·
Kleinpolder ·
Kleiwegkwartier ·
Kop van Zuid ·
Kralingen ·
Kralingse Veer ·
Kreekhuizen ·
Landzicht ·
Liskwartier ·
Lloydkwartier ·
Lombardijen ·
Meeuwenplaat ·
Middelland ·
Middengebied ·
Millinxbuurt ·
Molenlaankwartier ·
Molièrebuurt ·
Nesselande ·
Nieuw Engeland ·
Nieuw-Mathenesse ·
Nieuwe Westen ·
Nooddorp ·
Noordereiland ·
Ommoord ·
Oosterflank ·
Oud-Charlois ·
Oud-IJsselmonde ·
Oud-Mathenesse ·
Oude Noorden ·
Oude Westen ·
Oudeland ·
Overschie ·
Pendrecht ·
Prinsenland ·
Provenierswijk ·
Reyeroord ·
Rubroek ·
Sagenbuurt ·
Scheepvaartkwartier ·
Schiebroek ·
Schiemond ·
's-Gravenland ·
Smeetsland ·
Spaanse Polder ·
Spangen ·
Sportdorp ·
Stadsdriehoek ·
Struisenburg ·
Tarwewijk ·
Terbregge ·
Tussenwater ·
Varenbuurt ·
Vondelingenplaat ·
Vreewijk ·
Waalhaven ·
Westpunt ·
Wielewaal ·
Witte Dorp ·
Zalmplaat ·
Zenobuurt ·
Zestienhoven ·
Zevenkamp ·
Zomerland ·
Zuidwijk